# Suszewo (Grande-Pologne)
Pour les articles homonymes, voir Suszewo.
Suszewo (prononciation : [suˈʂɛvɔ]) est un village polonais de la gmina d'Orchowo dans le powiat de Słupca de la voïvodie de Grande-Pologne dans le centre-ouest de la Pologne.
Il se situe à environ 6 kilomètres au sud-est d'Orchowo (siège de la gmina), à 26 kilomètres au nord-est de Słupca (siège du powiat) et à 80 kilomètres à l'est de Poznań (capitale régionale).
Le village possédait une population de 54 habitants en 2012.

## Histoire
De 1975 à 1998, le village faisait partie du territoire de la voïvodie de Konin.

Depuis 1999, Suszewo est situé dans la voïvodie de Grande-Pologne.